# Javor (Kakanj, BiH)
Javor je naseljeno mjesto u općini Kakanj, Federacija Bosne i Hercegovine, BiH.

## Stanovništvo

### 1991.
Nacionalni sastav stanovništva 1991. godine, bio je sljedeći:
ukupno: 149
- Muslimani – 131
- Srbi – 18

### 2013.
Nacionalni sastav stanovništva 2013. godine, bio je sljedeći:
ukupno: 125
- Bošnjaci – 125